# Dundersätertjärnet
Dundersätertjärnet är en sjö i Torsby kommun i Värmland och ingår i Göta älvs huvudavrinningsområde. Sjön är 5,7 meter djup, har en yta på 0,0755 kvadratkilometer och är belägen 511,5 meter över havet. Sjön avvattnas av vattendraget Röjdan.

## Delavrinningsområde
Dundersätertjärnet ingår i det delavrinningsområde (672067-132150) som SMHI kallar för Utloppet av Fallsjön. Medelhöjden är 452 meter över havet och ytan är 79,81 kvadratkilometer. Det finns inga avrinningsområden uppströms utan avrinningsområdet är högsta punkten. Röjdan som avvattnar avrinningsområdet har biflödesordning 3, vilket innebär att vattnet flödar genom totalt 3 vattendrag innan det når havet efter 422 kilometer. Avrinningsområdet består mestadels av skog (83 procent). Avrinningsområdet har 5,16 kvadratkilometer vattenytor vilket ger det en sjöprocent på 6,5 procent.